# Gryphon (videogioco)
Gryphon è un videogioco pubblicato nel 1984 per Commodore 64 da Quicksilva in Europa e Avalon Hill in Nordamerica, dove il giocatore controlla un grifone.

## Modalità di gioco
Il grifone si muove in un ambiente con visuale di lato e scorrimento orizzontale libero in entrambi i versi. Il paesaggio rappresenta il mondo dei sogni degli umani, caratterizzato da foreste e strani edifici, ed è infestato dai mostri dell'Id, che hanno l'aspetto di fantasmi o altre creature volanti.
Il grifone può sia camminare a quattro zampe sul terreno, sia volare, se prende prima la necessaria rincorsa. Per eliminare i mostri può sparare orizzontalmente proiettili magici.
Oltre ai mostri, è letale il contatto con gli stagni d'acqua avvelenata. Proseguendo si incontra uno stagno che non è sorvolabile, per via della parete solida soprastante.
Con il becco, il grifone può raccogliere una alla volta delle barre d'oro che si trovano all'estremità sinistra dell'area di gioco, trasportarle fino allo stagno e poi lasciarle cadere per formare un ponte. 
Si può accedere così alle successive aree, chiamate Mystical Woods (boschi mistici), Surreal Cities (città surreali) e Darklands (terre oscure).